# Macroglossum bombylans
Espèce
Macroglossum bombylans est une espèce de lépidoptères de la famille des Sphingidae, de la sous-famille des Macroglossinae, tribu des Macroglossini, sous-tribu des Macroglossina, et du genre Macroglossum.

## Description
L'envergure varie de 40 à 52 mm. La face ventrale du thorax est d'un blanc pur, sans teinte jaune, ce qui la différencie de Macroglossum avicula.

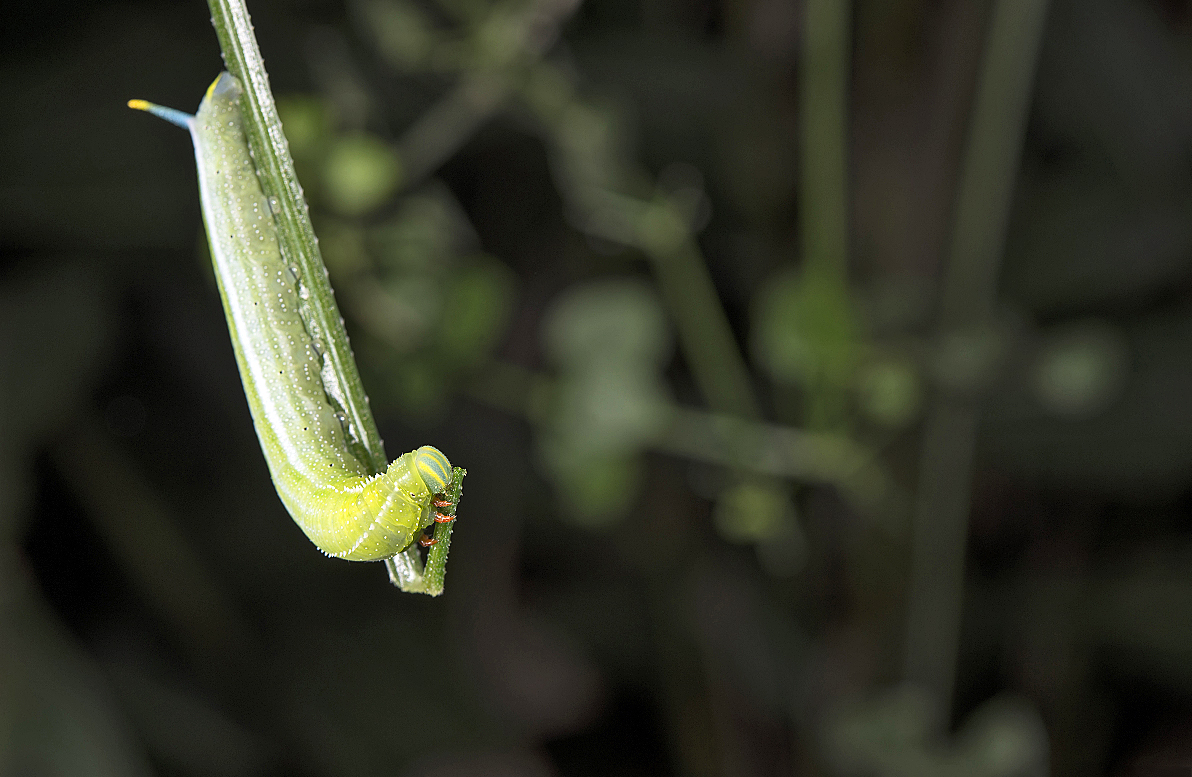
La chenille

## Répartition et habitat
Répartition
L'espèce est connue au Népal, nord de la Thaïlande, au nord du Vietnam en Chine et à Taiwan, aux Philippines, en Corée et au Japon, jusqu'en Extrême-Orient russe.

## Biologie
Dans le nord de la Chine, il y a deux générations par an, avec des adultes qui volent de mai à août. En Corée, des adultes ont été vus entre la mi-juillet et la mi-octobre. Des adultes se nourrir sur les fleurs de Barleria cristata et de Duranta erecta à Hong Kong, généralement à l'aube et tard dans l'après-midi. Les adultes sont également classés comme ravageurs mineurs des fruits de Citrus junos en Corée du Sud.
Des chenilles se nourrir de Rubia cordifolia en Inde, de Rubia akane au Japon et sur les d'espèces du genre Paederia et Stauntonia ailleurs.

## Systématique
L'espèce Macroglossum bombylans a été décrite par le naturaliste français Jean-Baptiste Alphonse Dechauffour de Boisduval en 1875.

### Synonymie
- Macroglossa tristis Schaufuss, 1870
- Macroglossa walkeri Butler, 1875
- Macroglossum bombylans angustifascia Bryk, 1944
- Macroglossum bombylans monotona (Bryk, 1944)